# Grande Ghiacciaio di Verra
Il Grande Ghiacciaio di Verra (Grand glacier de Verraz in francese) si trova sul versante sud del massiccio del monte Rosa, nell'alta Val d'Ayas, in territorio valdostano.
Contornato in alto dalle vette del Breithorn, della Roccia Nera, del Polluce e del Castore, dal ghiacciaio si forma il torrente Evançon, il quale solca la val d'Ayas. Sui bordi del ghiacciaio sono situati i rifugi alpini Mezzalama e Guide d'Ayas. Sopra il ghiacciaio è collocato il bivacco Rossi e Volante.

## Toponomastica
Talvolta è possibile incontrare il toponimo "Verraz", dove tuttavia la "z" finale è muta, quindi "Vèrra", come per molti altri toponimi e cognomi valdostani e delle regioni limitrofe (la Savoia, l'Alta Savoia e il Vallese).
Questa particolarità, che si discosta dalle regole di pronuncia della lingua francese standard, risale a uno svolazzo che i redattori dei registri del regno di Piemonte-Sardegna erano soliti aggiungere alla fine dei toponimi o dei nomi da pronunciare come dei parossitoni, cioè con l'accento sulla penultima sillaba, molto diffuso in francoprovenzale. In seguito, questo piccolo segno è stato assimilato a una zeta, e spesso viene erroneamente pronunciato, sia dagli italofoni che dai francofoni.

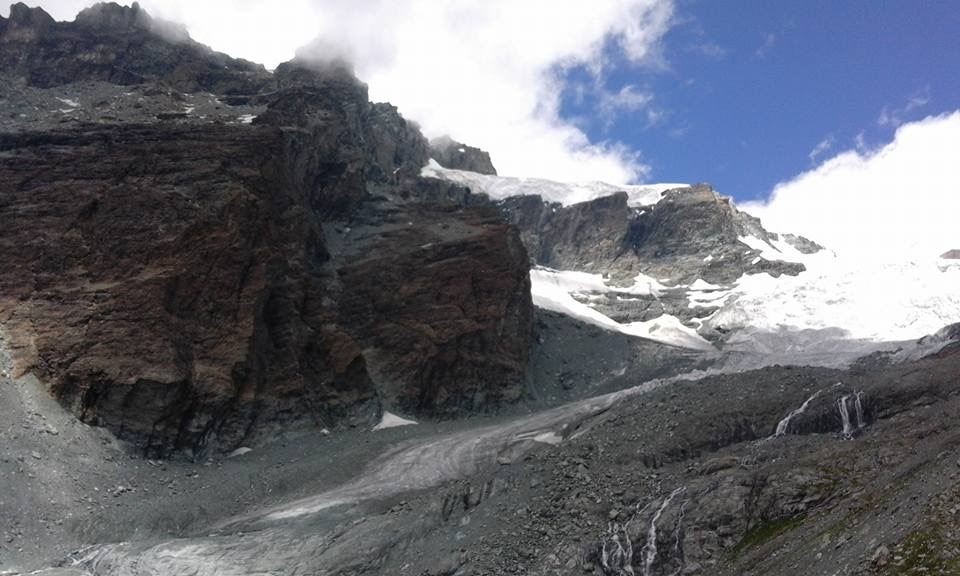
La parte frontale del ghiacciaio